# Pískovna Erika
Pískovna Erika este o arie protejată (arie specială de conservare — SAC, sit de importanță comunitară — SCI) din Republica Cehă întinsă pe o suprafață de 21,85 ha, integral pe uscat.

## Localizare
Centrul sitului Pískovna Erika este situat la coordonatele 50°12′54″N 12°36′11″E / 50.215°N 12.603056°E.

## Înființare
Situl Pískovna Erika a fost declarat sit de importanță comunitară în aprilie 2005 pentru a proteja 1 specie de animale. Situl a fost protejat și ca arie specială de conservare în mai 2018.

## Biodiversitate
Situată în ecoregiunea continentală, aria protejată conține 1 habitat natural: Ape puternic oligomezotrofe cu vegetație bentonică cu Chara spp..
La baza desemnării sitului se află o specie protejată de  amfibieni: triton cu creastă (Triturus cristatus).